# Nationaal park Patvinsuo
Het Nationaal park Patvinsuo  (Fins: Patvinsuon kansallispuisto/ Zweeds: Patvinsuo nationalpark) is een Fins nationaal park  dat gelegen is in de provincie Noord-Karelië, op het grondgebied van de gemeenten Lieksa en Ilomantsi.
Het 105 km² grote park werd opgericht in 1982. Doorheen het park lopen verschillende wandelroutes met een totale lengte van 80 km. Langs het park lopen ook twee lange-afstandspaden, de Susitaival (wolfsroute) en de Karhunpolku (berenpad, niet te verwarren met het Berenpad (Karhunkierros) in het Nationaal park Oulanka).
De vegetatie van het park bestaat voornamelijk uit hoogveen, aapaveen en kleine stukjes oerbos. Daarnaast liggen er talloze meren verspreid over het park, waarvan het grootste meer Suomenjärvi omgeven is door een zandstrand. Het park staat bekend om zijn grote vogelbestand met kraanvogels, visarenden en een heleboel typische veenvogels. Het park is ook een van de beste plekken in Scandinavië om beren te zien.
In het park liggen verschillende kampeerplaatsen en er is een klein bezoekerscentrum Suomo waar op zolder enkele bedden staan die tegen een kleine vergoeding gebruikt kunnen worden.
Verschillende delen van het park worden tijdens het broedseizoen (1 maart tot 10 juli) afgesloten.